# Антифашистко събрание за народно освобождение на Македония
Антифашисткото събрание за народно освобождение на Македония или АСНОМ е свикано на 2 август (дата, съвпадаща с датата на избухването на Илинденско-Преображенското въстание) 1944 година в манастира „Прохор Пчински“, в българската окупационна зона в Югославия. Подготовката за това се извършва в периода ноември 1943 – август 1944 година от Инициативния комитет за свикване на АСНОМ. АСНОМ се самообявява за: „врховно, законодавно, претставничко и извршно тело и највисок орган на државната власт на Демократска Македонија“, без да има широката подкрепа и даден мандат от населението. 
АСНОМ се свиква по инициатива на Югославската комунистическа партия.

## Първо заседание на АСНОМ
Свиканото събрание взема решение за провъзгласяването на македонска държава и приемане като официален в нея на македонския език, като на македонските граждани са гарантирани равни права независимо от тяхната етническа принадлежност. Президиумът на АСНОМ изпълнява функцията на управителен орган. Председател на АСНОМ е Методи Андонов-Ченто. Целта на Ченто е да създаде повторно обединена напълно независима Македония или република в състава на Нова комунистическа Югославия. Идейни противници на Методи Андонов са Светозар Вукманович-Темпо (пратеник на Тито) и Лазар Колишевски (водач на новообразуваната югославска Македонска комунистическа партия). Един от участниците в АСНОМ е и Киро Глигоров, първият президент на независима Република Македония.
В качеството си на самообявила се за върховна представителна и изпълнителна институция, АСНОМ взема решение за включването на Вардарска Македония като федерална държава в рамките на Югославската федерация. Събранието излиза с манифест, с който описва положението на Вардарска Македония в рамките на Кралство Югославия като колониално, преди да обяви „братството и съюза“ с останалите народи на Нова Югославия. На заседанието присъства Светозар Вукманович-Темпо, представителя на Главния щаб на Сърбия Живоин Николич – Бърка, и американската и английската военна мисия в Югославия. Според различни изследователи заседанието е силно манипулирано от проюгославските представители, а отсъствието на повече от 50% от избраните делегати го прави нелегитимно. Като делегати на това заседание се избрани 116 души, но на заседанията участват едва 60 от тях. Освен това събранието заседава на сърбизираната през 19 – 20 век територия на Мала Шумадия, останала след войната на територията на Народна република Сърбия.
Резултат от заседанието е публикуването на Манифеста на АСНОМ, който вкарва новосформираната Народна република Македония в Югославия.

## Второ заседание на АСНОМ
След изтеглянето на германците от територията на Македония през ноември, между 28 и 30 декември 1944 година в Скопие се провежда Второто заседание на АСНОМ, известно още като Първо извънредно заседание. Освен другите делегати присъстват и председателят на Националния комитет за освобождение на Югославия Едвард Кардел, Димитър Влахов, Светозар Вукманович-Темпо, председателят на ОФ – Добри Терпешев и представителят на съветската мисия майор Инков и англо-американската военна мисия. На заседанието се взема решение за създаване на извънреден съд за съдене на „сътрудниците на окупатора, които са обругали македонското национално име и македонската чест“. Отделно от това се взема решение за основаване на Стопанска банка на Македония.

## Трето заседание на АСНОМ
Третото заседание на АСНОМ, още Второ извънредно събрание, се провежда между 14 и 16 април 1945 година. На събранието се решава да бъдат отнети изпълнителните функции на Президиума на АСНОМ, като те са предадени на Събранието на Социалистическа република Македония, което е избрано на 16 април с председател Лазар Колишевски. В структурата на Събранието са избрани няколко комитета и се решава АСНОМ да продължи да работи като Народно събрание на Македония.